# Kernkraftwerk Pfaffenhofen
Das Kernkraftwerk Pfaffenhofen (Kürzel KRL, dieses stand für Kernkraftwerk RWE-Lechwerk) ist ein nicht verwirklichtes Kernkraftwerk-Projekt. Ursprünglich geplanter Standort war Rehling. Später sollte es in Pfaffenhofen an der Zusam gebaut werden. Letztlich wurde der Plan verworfen.

## Geschichte
Erstmals wurde das Kernkraftwerk am Standort Rehling bei Augsburg geplant. Während der Planungsphase wurde in der Umgebung des 30 Kilometer entfernten Kernkraftwerks Gundremmingen eine Krebsstudie vorgenommen, bei der festgestellt wurde, dass die Krebsrate in Rehling im Vergleich zum Bundesdurchschnitt bereits leicht erhöht war. Schon kurze Zeit nach Beginn der Planungen hatten die Bewohner des Ortes einige Einwände gegen das Kernkraftwerk. Schließlich wurde entschieden, das Kraftwerk dort nicht zu bauen und der geplante Standort wurde nach Pfaffenhofen verlegt.
Das Kernkraftwerk sollte aus zwei Konvoi-Druckwasserreaktoren der Kraftwerk Union bestehen und insgesamt sechs Milliarden Mark kosten. Geplant war, dass das Kernkraftwerk 1990 in Betrieb gehen sollte. Der Standort wurde erst 1999 per Kabinettsbeschluss aufgegeben. Eine Neuaufnahme der Genehmigungsverfahren für das Kraftwerk wäre durchaus zeitsparender ausgefallen.

## Daten der Reaktorblöcke
Es waren im Kernkraftwerk Pfaffenhofen zwei Reaktoren geplant:
| Reaktorblock   | Reaktortyp         | Nettoleistung | Bruttoleistung | Anfang Projektplanung | Baubeginn (Geplant) | Projekteinstellung |
| -------------- | ------------------ | ------------- | -------------- | --------------------- | ------------------- | ------------------ |
| Pfaffenhofen A | Druckwasserreaktor | 1.238 MW      | 1.315 MW       | 1976                  | (1984)              | 1999               |
| Pfaffenhofen B | Druckwasserreaktor | 1.238 MW      | 1.315 MW       | 1976                  | (1984)              | 1999               |